# Saint-Barthélemy-de-Séchilienne
Saint-Barthélemy-de-Séchilienne é uma comuna francesa na região administrativa de Auvérnia-Ródano-Alpes, no departamento de Isère.